# Zofia Szeptycka
Zofia Ludwika Cecylia Konstancja z Fredrów Szeptycka (ur. 21 maja 1837, zm. 17 kwietnia 1904) – polska malarka i pisarka, córka komediopisarza Aleksandra Fredry i Zofii Jabłonowskiej-Skarbkowej, spokrewniona z Wiśniowieckimi i Ledóchowskimi, z galicyjskimi rodzinami Jabłonowskich i Skrzyńskich, Szeptyckich.

## Rodzina i przyjaciele
Zofia Szeptycka była związana z ziemią krośnieńską jako właścicielka Korczyny i Odrzykonia, które otrzymała w posagu od matki – Zofii Jabłonowskiej Fredrowej.
Adela Defforel była jej długoletnią nauczycielką i przyjaciółką. Jej nauczycielami byli: Józef Swoboda, Chifflart i Charles-François. Pobierała nauki w Paryżu, gdy wyjechała do brata Jana, powstańca węgierskiego, który nie mógł przyjechać do kraju, oraz w Wiedniu. Jej przyjaciel Henryk Rodakowski namalował jej akwarelowy portret. W 1855 zbliżyła się do mieszkańców Hotelu Lambert przez przyjaźń z Marią Cecylią Czartoryską.
Dzieciństwo spędziła w Beńkowej Wiszni, a od 1858 aż do ślubu w 1861 mieszkała we Lwowie. 1 października 1861 została tam żoną Jana Kantego Remigiana Szeptyckiego (1836–1912) – ziemianina obrządku rzymskokatolickiego i zamieszkała w majątku męża w Przyłbicach.
Była matką siedmiu synów. Pierworodny Stefan Kanty Aleksander (1862–1864) i Jerzy Piotr (1863–1880) zmarli w dzieciństwie.
Dwóch było ziemianami:
- Aleksander Maria Dominik Szeptycki (1866–1940)
- Leon Józef Maria Szeptycki (1877–1939), mąż Jadwigi z Szembeków (1883–1939), również ziemianki, etnografki i archeologa amatora.

Jeden został wojskowym:
- Stanisław Maria Jan Szeptycki (1867–1950) – generał Armii Austro-Węgier i Wojska Polskiego.

Dwóch zostało zakonnikami:  
- Roman Aleksander Maria Szeptycki (1865–1944), jako ojciec Andrzej, bazylianin, późniejszy greckokatolicki arcybiskup metropolita lwowski
- Kazimierz Maria Szeptycki (1869–1951), jako ojciec Klemens, ihumen zakonu studytów, błogosławiony, odznaczony medalem Sprawiedliwy wśród Narodów Świata.

W 1888 podróżowała do Rzymu, gdzie przebywał jej syn Roman. Została tam przyjęta przez papieża Leona XIII. Przebywała w Korczynie, w Krościenku i w Nowej Wsi. Zmarła 17 kwietnia 1904 i pochowana została w Przyłbicach.

## Malarstwo
Wykonywała obrazy religijne, które zdobiły kościoły Lwowa, Krakowa, Żółkwi i Bruchnalu. Około 1842 roku ojciec Zofii, Aleksander Fredro, zatrudnił do pierwszych lekcji rysunku i malarstwa dla swoich dzieci czeskiego malarza Józefa Swobodę. W 1849 wyjechała do Paryża, gdzie jej umiejętności docenił Henryk Rodakowski – malarz polecił jej podjąć nauki u Nicolasa-François Chifflarta (kolegi Rodakowskiego z pracowni Léona Cognieta). Kopiowała u niego rysunki akademickie, następnie obrazy w Luwrze. Za namową Rodakowskiego namalowała portrety swoich rodziców, a prace te uznawane są za najważniejsze z dorobku Fredrówny. Namalowała też portret bł. Jana z Dukli dla lwowskiego kościoła bernardynów, autoportret i portret brata.

## Twórczość literacka
Pisała opowiadania i szkice, które pozostawiła jako rękopiśmienne utwory o charakterze pamiętnika rodzinnego. Najcenniejsze są Wspomnienia z lat ubiegłych pisane w latach 1900–1903. W 1904, już po jej śmierci, lwowska „Gazeta Narodowa” i krakowski „Przegląd Polski” po raz pierwszy drukowały niektóre opowiadania i szkice.
Dwutomowy zbiór jej Pism z przedmową Stanisława Tarnowskiego ukazał się pośmiertnie w Krakowie w latach 1906–1907.